# Ріта Мей Браун
Ріта Мей Браун (англ. Rita Mae Brown, нар. 28 листопада 1944) — американська письменниця, лесбійська феміністка, найвідоміша автобіографічним романом виховання «Рубінові джунглі». Брала активну участь у ряді кампаній за громадянські права. Отримала нагороду за життєві досягнення на літературній премії Лямбда у 2015 році.

## Життєпис
Народилася у 1944 році в Ганновері, штат Пенсильванія. Мати залишила її новонародженою в дитячому будинку. Двоюрідна сестра її матері Джулія Браун з чоловіком Ральфом забрали її  і виховували в Йорку, штат Пенсильванія, а згодом у Форт-Айленді, Лодердейл, штат Флорида.  Джулія та Ральф Браун були активними республіканцями у своїй місцевій партії.
Починаючи з кінця 1962 року, Браун відвідувала Флоридський університет в Гейнсвіллі.  Навесні 1964 році керівники університету з расовим розділенням виключили її за участь у русі за громадянські права. Згодом вона вступила до Громадського коледжу Браварда з надією перейти в кінцевому підсумку до більш толерантного чотирирічного навчального закладу. 

## Кар'єра
Переїхала автостопом до Нью-Йорка і жила там між 1964 і 1969 роками, іноді без постійного місця проживання, відвідуючи Нью-Йоркський університет, де здобула ступені з антикознавства та англійської. У 1968 році отримала сертифікат з кінематографії від Нью-Йоркської школи візуальних мистецтв.
Здобула ступінь докторки філософії з літератури в Інституті та університеті Союзу в 1976 і має ступінь докторки політичних наук в Інституті політичних досліджень у Вашингтоні, округ Колумбія.
Писала для «Rat», першої визвольної газети для жінок у Нью-Йорку. 
У 1982 році Браун написала сценарій, що пародіює жанр слешера, під назвою «Безсонні ночі», продюсери вирішили зіграти його серйозно, і театрально було видано обмежений реліз. Браун представлена у фільмі про феміністичну історію «Вона прекрасна, коли злиться».  

## Філософські та політичні погляди
Навесні 1964 року під час навчання в Університеті Флориди в Гейнсвіллі Браун стала активною діячкою в Американському русі за громадянські права. Пізніше в 1960-х вона брала участь в антивоєнному русі, феміністичному русі та русі за визволення гомосексуальних людей. У 1967 році брала участь у студентській гомофільській лізі в Колумбійському університеті, але покинула її, оскільки чоловіки в лізі не цікавились правами жінок.
Брала участь у Redstockings, але також покинула групу через відсутність участі у русі за права лесбійок. Потім приєдналася до Фронту визволення геїв, де запропонувала сформувати загальнолесбійську групу, оскільки багато жінок відчували себе виключеними з феміністичного руху та руху за визволення геїв, окупованого чоловіками. 
Зайняла адміністративну посаду в молодій Національній організації жінок, але подала у відставку в січні 1970 за коментарями Бетті Фрідан, які деякі вважають гомофобними та спробами дистанціюватися від лесбійських організацій. Браун стверджувала, що лесбійка ― це «єдине слово, яке може спричинити колективний серцевий напад у Виконавчого комітету».
Грала провідну роль у групі феміністок «Лавандова загроза», другого з'їзду об'єднання жінок на 1 травня 1970, що протестували проти коментарів Фрідан і виключення лесбійок з жіночого руху.   Браун та інші лесбійки з фронту визволення геїв створили маніфест «The Woman-Identified Woman». Потім група, яка написала маніфест, стала «радикалесбійками» (англ. Radicalesbians). 
Працюючи в Американському русі за громадянські права, Браун була представлена групам підвищення свідомості, які включила в створені нею організації та ті, в яких працювала.  
На початку 1970-х стала членкинею-засновницею The Furies Collective, сепаратистського лесбійського феміністичного колективу у Вашингтоні, округ Колумбія, який вважав гетеросексуальність коренем утисків. Жінки хотіли створити життєву ситуацію для радикальних феміністок. Група придбала два будинки, де вони жили разом, і використовували методи підвищення свідомості, щоб говорити про такі речі, як гомофобія, фемінізм та виховання дітей. Вони вважали, що лесбійство ― це політичний акт, а не лише особистий. Браун вислана з групи «Фурії» через кілька місяців, група була розпущена у 1972 році, через рік після створення. 
Браун також не вважає себе письменницею-лесбійкою, оскільки вважає, що мистецтво ― це зв'язок, а не ярлик, що розділяє. У 2015 році в інтерв’ю The Washington Post Браун запитали, чи вважає вона, що нагороди в гей-лесбійській літературі важливі; вона відповіла:
Я люблю мову, я люблю літературу, я люблю історію і навіть віддалено не зацікавлена бути гомосексуальною. Я вважаю, що це одна з тих абсолютно марних та обмежуючих категорій. Це визначення наших гнобителів, якщо хочете. Я б обережно користувалася ними. Я точно не визначила би себе, ніколи, з точки зору мого гнобителя. Якщо ви приймаєте ці умови, ви потрапляєте в групу. Тепер, можливо, вам доведеться потрапити в групу політично, щоб боротися з цим гнобленням; Я це розумію, але не приймаю. 

## Нагороди та відзнаки
Отримала гранти від Національного фонду мистецтв і Массачусетської ради мистецтв на публікацію свого роману «Шість з одного».
У 1982 році була номінована на премію «Еммі» за видатні роботи в естрадній або музичній програмі «Я люблю свободу», а також за мінісеріал ABC «Довге спекотне літо» у 1985 році
Була однією з лауреаток премії Гільдії письменників Америки 1982 року за «Я люблю свободу» і лауреаткою премії літературного Лева Нью-Йоркської публічної бібліотеки 1987 року
У 2015 році Браун нагороджена премією Pioneer Award за життєві досягнення на 27-ї літературній премії Лямбда.
Була номінована на премію Audie award і отримала нагороди AudioFile Earphones і Publishers Weekly listen-Up awards.
Отримала почесний докторський ступінь в коледжі Вілсона у 1992 році.

## Особисте життя
Починаючи з 1973 року, Браун жила на Голлівудських пагорбах у Лос-Анджелесі. У 1978 році переїхала в Шарлотсвілл, штат Вірджинія, де деякий час жила з американською акторкою, письменницею і сценаристкою Фанні Флегг, з якою познайомилася на вечірці в Лос-Анджелесі, організованій Марло Томасом. Пізніше вони розлучилися через, за словами Браун, «відмінності поколінь», хоча Флегг і Браун одного віку.
У 1979 році Браун познайомилася і закохалася в чемпіонку з тенісу Мартіну Навратілову. У 1980 році вони купили кінну ферму в Шарлоттсвіллі, де жили разом до розриву через тодішнє занепокоєння Навратілової про те, що камінг-аут зашкодить її заяві на отримання громадянства США (за даними Washington Post). Браун все ще живе в маєтку в Шарлотсвіллі.

## Опубліковані твори

### Поезія
- "Dancing the shout to the true gospel or The song movement sisters don't want me to sing" was included in the 1970 anthology Sisterhood Is Powerful: An Anthology of Writings from the Women's Liberation Movement, edited by Robin Morgan.[37]
- The Hand That Cradles the Rock (1971). ASIN B00JACY1TA
- Songs to a Handsome Woman (1973). ASIN B000MZAK26

- Rubyfruit Jungle (1973) ISBN 0-553-27886-X
- In Her Day (1976) ISBN 0-553-27573-9
- A Plain Brown Rapper (June 1976) ISBN 0884470113
- Southern Discomfort (1983) ISBN 0-553-27446-5
- Sudden Death (1984) ISBN 0-553-26930-5
- High Hearts (1987) ISBN 0-553-27888-6
- Venus Envy (1994) ISBN 0-553-56497-8
- Dolley: A Novel of Dolley Madison in Love and War (1995) ISBN 0-553-56949-X
- Riding Shotgun (1996) ISBN 0-553-76353-9
- Alma Mater (2002) ISBN 0-345-45532-0

#### Книги Runnymede
- Six of One (1978) ISBN 0-553-38037-0
- Bingo (1988) ISBN 0-553-38040-0
- Loose Lips (1999) ISBN 0-553-38067-2
- The Sand Castle (2008) ISBN 0-8021-1870-4
- Cakewalk (2016) ISBN 0-5533-9265-4

### Містичні
Mrs. Murphy Mysteries
The Mrs. Murphy Mysteries include "Sneaky Pie Brown" as a co-author.
1. Wish You Were Here (1990) ISBN 978-0-553-28753-0
2. Rest in Pieces (1992) ISBN 978-0-553-56239-2
3. Murder at Monticello (1994) ISBN 978-0-553-57235-3
4. Pay Dirt (1995) ISBN 978-0-553-57236-0
5. Murder, She Meowed (1996) ISBN 978-0-553-57237-7
6. Murder on the Prowl (1998) ISBN 978-0-553-57540-8
7. Cat on the Scent (1999) ISBN 978-0-553-57541-5
8. Pawing Through the Past (2000) ISBN 978-0-553-58025-9
9. Claws and Effect (2001) ISBN 978-0-553-58090-7
10. Catch as Cat Can (2002) ISBN 978-0-553-58028-0
11. The Tail of the Tip-Off (2003) ISBN 978-0-553-58285-7
12. Whisker of Evil (2004) ISBN 978-0-553-58286-4
13. Cat's Eyewitness (2005) ISBN 978-0-553-58287-1
14. Sour Puss (2006) ISBN 978-0-553-58681-7
15. Puss n' Cahoots (2007) ISBN 978-0-553-58682-4
16. The Purrfect Murder (2008) ISBN 978-0-553-58683-1
17. Santa Clawed (2008) ISBN 978-0-553-80706-6
18. Cat of the Century (2010) ISBN 978-0-553-80707-3
19. Hiss of Death (2011) ISBN 978-0-553-80708-0
20. The Big Cat Nap (2012) ISBN 978-0-345-53044-8
21. Sneaky Pie for President (2012) [Not a Mrs. Murphy mystery] ISBN 1410450244/ISBN 0345530470
22. The Litter of the Law (2013) ISBN 978-0-345-53048-6
23. Nine Lives to Die (2014) ISBN 978-0-345-53050-9
24. Tail Gait (2015) ISBN 978-0-553-39236-4
25. Tall Tail (2016) ISBN 978-0-553-39246-3
26. A Hiss Before Dying (2017)[38]
27. Probable Claws (2018)[39]
28. Whiskers in the Dark (2019)[40]
29. Furmidable Foes (2020)
30. Claws for Alarm (scheduled October 12, 2021)

"Sister" Jane Mysteries
1. Outfoxed (2000) ISBN 0345484258
2. Hotspur (2002) ISBN 0345428234
3. Full Cry (2003) ISBN 0345465202
4. The Hunt Ball (2005) ISBN 0345465504
5. The Hounds and the Fury (2006) ISBN 0345465482
6. The Tell-Tale Horse (2007) ISBN 034550626X
7. Hounded to Death (2008) ISBN 0345512375
8. Fox Tracks (2012) ISBN 0345532996
9. Let Sleeping Dogs Lie (2014) ISBN 055339262X
10. Crazy Like a Fox (2017)
11. Homeward Hound (2018)
12. Scarlet Fever (2019)
13. Out of Hounds (2021)

Mags Rogers Mysteries
1. A Nose for Justice (2010) ISBN 978-0-345-51182-9[41]
2. Murder Unleashed (2010) ISBN 978-0-345-51183-6

### Художня література
- Starting from Scratch: A Different Kind of Writer's Manual (1988). ISBN 055334630X
- Rita Will: Memoir of a Literary Rabble-Rouser (1997). ISBN 978-0553099737
- Sneaky Pie's Cookbook For Mystery Lovers (1999). ISBN 978-0553106350
- Animal Magnetism: My Life with Creatures Great and Small (2009). ISBN 978-0-345-51179-9

### Сценарії
- I Love Liberty (1982; TV special)
- Кривава вечірка (1982; feature film)
- Довге спекотне літо (1985; TV movie)
- My Two Loves (1986; TV movie)
- Me and Rubyfruit (1989; short film interpretation of Rubyfruit Jungle)
- Rich Men, Single Women (1990; TV movie)
- The Woman Who Loved Elvis (1993; TV movie)
- Mary Pickford: A Life on Film (1997; documentary)
- Murder She Purred: A Mrs. Murphy Mystery (1998; TV movie)